# Якши-Акжар
Якши-Акжар (в верховье Бахтыбай) — река в России, протекает в Оренбургской области. Устье реки находится в 68 км по правому берегу реки Суундук. Длина реки составляет 45 км.

## Притоки
- 12 км: Большой Айжерган (лв)
- 20 км: Ближняя Улядка (пр)
- 20 км: Льняная (лв)
- 25 км: Таксабай (пр)

## Данные водного реестра
По данным государственного водного реестра России относится к Уральскому бассейновому округу, водохозяйственный участок реки — Урал от Магнитогорского гидроузла до Ириклинского гидроузла, речной подбассейн реки — подбассейн отсутствует. Речной бассейн реки — Урал (российская часть бассейна).
Код объекта в государственном водном реестре — 12010000312112200002592.